# Institute of Electrical and Electronics Engineers
Het Institute of Electrical and Electronics Engineers of IEEE (uitgesproken als [ay-tripl-ie:]) is, met meer dan 400.000 leden, waarvan meer dan 100.000 studentleden, in 160 landen, 's werelds grootste vereniging van professionals zoals ingenieurs, wetenschappers, wiskundigen, informatici, fysici, etc. De IEEE organiseert per jaar meer dan 300 congressen, die door meer dan 100.000 deelnemers worden bezocht, en is uitgever van 30% van de literatuur gepubliceerd over onderwerpen zoals elektrotechniek, computers, etc. De vereniging heeft circa 900 actieve standaarden ontworpen en circa 400 zijn er nu in ontwikkeling met betrekking tot elektronica, elektriciteit en informatica.
Het IEEE is in 1963 ontstaan door samenvoeging van het "Institute of Radio Engineers" (IRE, opgericht 1912) en het "American Institute of Electrical Engineers" (AIEE, opgericht 1884).

## Onderscheidingen
De hoogste onderscheiding van de IEEE is de IEEE Medal of Honor, die voor het eerst werd uitgereikt aan Edwin Armstrong in 1917. Balthasar van der Pol ontving deze onderscheiding in 1935. De IEEE Edison Medal is IEEEs belangrijkste en oudste (sinds 1904) onderscheiding, die onder andere aan Nikola Tesla werd uitgereikt. Twee Nederlanders ontvingen deze hoge onderscheiding: Bernard Tellegen en Kees Schouhamer Immink ontvingen de Edison Medal in respectievelijk 1973 en 1999.

## Lidmaatschap
Personen kunnen zich op diverse manieren als Member (lid) aan het IEEE verbinden. Studenten kunnen zich aanmelden als Student Member of Graduate Student Member. Afgestudeerden of mensen met de juiste professionele ervaring kunnen Member worden. Wie niet voor het lidmaatschap in aanmerking kan of wil komen, kan Associate Member of Affiliate Member worden en kan dan bepaalde diensten van de IEEE gebruiken, maar is geen volwaardig lid en heeft geen stemrecht. De Affiliate Member wordt slechts lid van een society, eventueel van meerdere. Dit zijn groepen binnen de IEEE die gericht zijn op een bepaald vakgebied, bijvoorbeeld de IEEE Engineering in Medicine & Biology Society voor geneeskunde en biologie.

### Senior Member en Fellow Member
Leden met grote verdiensten kunnen zich aanmelden als Senior Member, maar voor de hoogste graad, Fellow Member, moet men genomineerd worden. IEEE-leden met buitengewone verdiensten komen hiervoor in aanmerking. De nominatie moet gesteund worden door vijf tot acht referenten en wordt geëvalueerd door de passende society en onafhankelijk daarvan door de IEEE Fellow Committee. Per jaar mag niet meer dan ten hoogste één promille van de stemgerechtigde leden tot Fellow benoemd worden.
Verschillende Nederlandse onderzoekers zijn benoemd tot IEEE Fellow, onder anderen: Ronald Aarts, Martin Bastiaans, Jan Biemond, Henk Blom, Theo Claasen, Nico de Rooij, Peter de With, Michel Gevers, Edward Gulski, Frans Groen, Boudewijn Haverkort, Johan Huijsing, Stefan Heinen, Ton Kalker, Ton Koonen, Huibert Kwakernaak, Inald Lagendijk, Leo Ligthart, Simon Middelhoek, Bram Nauta, Johan Reiber, Piet Schalkwijk, Meint Smit, Albert Theuwissen, Adriaan Van Den Bos, Paul Van Den Hof, Alle-Jan Van Der Veen, A. Vander Vorst, Frans Willems, Henk Nijmeijer, Maurice Heemels, Maarten Steinbuch.

## Activiteiten op het gebied van standaarden
De IEEE heeft een grote invloed op internationale standaarden. Enkele bekende IEEE-standaarden zijn:
- IEEE-488 (General Purpose interface bus, GP-IB)
- IEEE 802.x, een hele serie netwerkprotocollen en specificaties volgens het OSI-model, waaronder:
  - Local area network/Metropolitan area network (IEEE 802.1)
  - Ethernet (IEEE 802.3)
  - Token bus (IEEE 802.4)
  - Token ring (IEEE 802.5)
  - Glasvezelverbinding (IEEE 802.8)
  - Wifi (IEEE 802.11)
  - Bluetooth (IEEE 802.15)
  - ZigBee (IEEE 802.15.4)
  - WiMAX (IEEE 802.16)
- FireWire (IEEE 1394)
- Parallelle poort (IEEE 1284)
- POSIX (IEEE 1003)
- VHDL (IEEE 1076)
- JTAG (IEEE 1149.1)
- Representatie van zwevendekommagetallen (IEEE 754)

## Tijdschriften
De IEEE geeft volgende tijdschriften uit:
- IEEE Control Systems
- IEEE Pervasive Computing Magazine
- IEEE/ASME Transactions on Mechatronics
- IEEE/OSA Journal of Display Technology
- IEEE Communications Surveys and Tutorials
- IEEE Journal of Quantum Electronics
- IEEE Journal of Selected Topics in Quantum Electronics
- IEEE Nanotechnology Magazine
- IEEE Photonics Journal
- IEEE Photonics Technology Letters
- IEEE Robotics and Automation Magazine
- IEEE Security and Privacy Magazine
- IEEE Sensors Journal
- IEEE Transactions on Applied Superconductivity
- IEEE Transactions on Audio Speech and Language Processing
- IEEE Transactions on Automatic Control
- IEEE Transactions on Automation Science and Engineering
- IEEE Transactions on Control Systems Technology
- IEEE Transactions on Device and Materials Reliability
- IEEE Transactions on Dielectrics and Electrical Insulation
- IEEE Transactions on Industrial Electronics
- IEEE Transactions on Industrial Informatics
- IEEE Transactions on Information Technology in Biomedicine
- IEEE Transactions on Information Theory
- IEEE Transactions on Magnetics
- IEEE Transactions on Mobile Computing
- IEEE Transactions on Multimedia
- IEEE Transactions on Plasma Science
- IEEE Transactions on Semiconductor Manufacturing
- IEEE Transactions on Systems, Man, and Cybernetics - Part B
- IEEE Transactions on Ultrasonics, Ferroelectrics, and Frequency Control
- IEEE transactions on services computing